# Batalla de Pelusio (343 a. C.)
La batalla de Pelusio fue un enfrentamiento militar librado en el 343 a. C., entre el Imperio aqueménida y la Dinastía XXX de Egipto. Tuvo lugar en la fortaleza de Pelusio, en la costa del extremo oriental del delta del Nilo, entre los persas mandados por el sahansah Artajerjes III Oco y los egipcios mandados por el faraón Nectanebo II, finalizando con una victoria de los primeros y la reconquista de Egipto.

## Antecedentes
En el 351 a. C., el sahansah Artajerjes III Oco envió grandes ejércitos al mando de sus generales para reconquistar Egipto, pero sus fracasaron. Aunque el sahansah no era un guerrero, terminó por encabezar una expedición él mismo cuando fenicios y chipriotas también se rebelaron.
En Sidón estalló una revuelta por los abusos de los sátrapas persas a las élites locales, todo incentivado por las promesas de ayuda del faraón Nectanebo II. Los sidonios acumularon armas, víveres y riquezas, quemaron el palacio de los sátrapas y el forraje de las monturas persas y arrestaron a los funcionarios imperiales. En respuesta, Artajerjes III reunió un ejército en Babilonia y marchó al oeste, pero Belesis y Maceo, sátrapas de Eber-Nari y Cilicia respectivamente, se adelantaron y atacaron Fenicia. Entonces, el rey Tennes de Sidón contrató 4000 mercenarios griegos que servían del faraón y mandados por Mentor de Rodas lograron vencerlos.
Al mismo tiempo, los reyes de las nueve principales ciudades de la isla de Chipre, se aliaron para alzarse en armas simultáneamente. Al enterarse, Artajerjes III ordenó al sátrapa Hidrieo de Caria organizar una expedición. Fueron contratados 8000 mercenarios griegos y 40 trirremes al mando del ateniense Foción y el chipriota Evágoras. Se dirigieron a Salamina, la principal ciudad de la isla, asediándola por tierra y mar y saqueando el campo abierto hasta hacer un gran botín, que permitió reclutar a muchos soldados de Siria y Cilicia para duplicar las fuerzas aqueménidas, aterrorizando a los reyes chipriotas. El asedio tomó un año, durante el cual las demás ciudades chipriotas se rindieron, pero finalmente el rey Pitágoras de Salamina se rindió.

## Campaña
Tennes se enteró de la venida del sahansah con un gran ejército y consideró que era imposible vencer, por lo que decidió salvarse. En secreto, envió a su fiel sirviente, Tetalión, a encontrarse con Artajerjes III y ofrecerle entregarle Sidón y ayudarlo con su conocimiento de la topografía egipcia, especialmente de los lugares aptos para el desembarco en el delta del Nilo. El monarca persa aceptó, pero cuando Tetalión le pidió estrechar su mano derecha Artajerjes se ofendió por considerar que el sirviente no confiaba en su palabra y ordenó decapitarlo. Sin embargo, Tetalión le respondió que de matarlo perdería la ayuda de Tennes y su victoria se volvería incierta, por lo que le dio la mano y le permitió volver a Sidón en secreto. Se sabe que Artajerjes III pidió ayuda a Atenas y Esparta, pero las ciudades sólo respondieron con que seguían siendo sus aliadas, pero no enviarían tropas. Sólo pudo contratar 1000 tebanos y 3000 argivos mandados por Lacrates y Nicostrato. Los griegos de la costa de Asia Menor enviaron otros 6000 hombres que se dirigieron directamente a Sidón.
Al llegar a Sidón, Tennes confió sus planes de traición a Mentor, quien quedó a cargo de proteger parte de la ciudad, y salió con 100 nobles sidonios a supuestamente negociar. Cuando se acercaron al campamento persa, Tennes hizo arrestar a los nobles y los culpó de la revuelta ante el sahansah, siendo ejecutados de inmediato. Luego, llegaron otros 500 nobles sidonios con ramas de olivos en las manos a pedir la paz, pero fueron ejecutados. Artajerjes III deseaba saquear la ciudad para usarla de advertencia, pero contaba con muchos ciudadanos bien entrenados en sus sólidas murallas y más de cien trirremes y quinquirremes que deseaba. Finalmente, Mentor cambió de bando y permitió a los persas entrar por un sector de los muros. La ciudad fue saqueada y quemada, muriendo 40 000 personas. Después de esto, las demás ciudades fenicias se rindieron y el monarca aqueménida avanzó sobre Egipto con todo su ejército.

## Fuerzas enfrentadas
Según Diodoro Sículo, cronista griego del siglo I a. C., Artajerjes III reunió un poderoso ejército de 300 000 infantes, 30 000 jinetes, 300 trirremes y 500 barcos mercantes para transportar los suministros, armas y proyectiles. Se les sumaron en Fenicia 10 000 mercenarios griegos al inicio del asedio de Sidón y después el contingente de Mentor. Historiadores modernos creen que lo mejor es reducir el contingente persa a una décima parte de lo afirmado por las crónicas antiguas: 30 000 infantes y 3000 jinetes, de los que un tercio serían mercenarios griegos, unos 6000 de Argos, Tebas y Asia Menor y 4000 que se sumaron en Sidón.
Diodoro afirma que el faraón había movilizado 60 000 egipcios de una casta militar, 20 000 libios y 20 000 griegos apoyados por una numerosa flota fluvial y muchas ciudades en la orilla oriental fortificadas con muros y fosos. Sin embargo, la mayoría se distribuyeron como guarniciones de las ciudades, aunque tenía con él 30 000 egipcios, 10 000 libios y 5000 griegos para intervenir donde fuera necesario. Estimaciones modernas dicen que debieron estar presentes en el área de Pelusio 10 000 soldados: 6000 egipcios de la orilla oriental del Nilo, apodados kalasiries o aiguptioi makhimoi, «combatientes egipcios»; 2000 libios, también conocidos como libues o hermotybes, que parece tratarse de gente de la orilla occidental del río; y 2000 misthophoroi o mercenarios de origen griego.

## Batalla

### Primeros combates
En su marcha, Artajerjes III atravesó una zona pantanosa Barathra, «Pozos», donde perdió muchos hombres por desconocer el camino. Después llegó con sus hombres a Pelusio, ciudad en la desembocadura más oriental del Nilo. Ahí, los persas acamparon lejos de la ciudad, mientras que sus mercenarios griegos mucho más cerca. En tanto que los egipcios, aprovechando que los persas se habían tomado mucho tiempo en avanzar, habían fortificado todas las bocas del río, en especial, Pelusio. La ciudad habían guarnecido con 5000 soldados al mando del general espartano Filofrón.
La batalla comenzó cuando los tebanos cruzaron primero y sin apoyo un canal estrecho pero profundo y asaltaron las murallas, momento en que la guarnición salió a enfrentarlos. El combate fue intenso y duró todo el día hasta el anochecer, pues ningún bando quería mostrarse como más débil. Al día siguiente, Artajerjes III dividió su ejército en tres divisiones, cada una mandada por un general griego y un noble persa. En vanguardia iban los beocios de Lacrates y el sátrapa Rosaces de Lidia y Jonia apoyados por un importante contingente de infantería asiática y numerosa caballería. Le seguían los argivos de Nicostrato y Aristazanes, consejero del rey aqueménida, apoyados por 5000 guardias reales y 80 trirremes. Por último, iban Mentor y sus mercenarios auxiliados por Bagoas, más tropas griegas, muchos asiáticos y numerosos barcos. El mismo sahansah se mantuvo con la reserva, mientras que el faraón preparó sus fuerzas, aunque eran inferiores en número.
Luego, Nicostrato usó como guías a egipcios cuyas familias fueron tomadas como rehenes por los persas, pudiendo guiarse por los canales con sus argivos para desembarcar en un punto donde atrincheró a sus soldados. Sin embargo, los mercenarios al servicio de los egipcios vigilaban la zona y 7000 de ellos los atacaron al mando del general Cleinio de Cos, dándose una feroz batalla donde los hombres de Nicostrato se impusieron y mataron a 5000 enemigos, incluyendo a Cleinio. Cuando las noticias de la derrota llegaron al faraón, Nectanebo II creyó que los persas podrían fácilmente cruzar el río y se retiró a Menfis para prepararse para un asedio.

### Asedio
Lacrates aprovechó para asediar Pelusio, desviando las aguas de los canales cercanos para traer máquinas de asedio contra los muros de la ciudad, que fueron derribados, pero la guarnición construyó nuevas murallas y torres de madera para seguir resistiendo. La batalla en las murallas duró varios días en que los defensores lograron rechazar los ataques. Sin embargo, cuando les llegó la noticia de la retirada de Nectanebo II a Menfis acordaron rendirse. Lacrates les había prometido que podrían volver a Grecia con lo que pudieran llevar, pero Artajerjes III mando a sus asiáticos a ocupar la ciudad, pero estos procedieron a robarle a los griegos rendidos sus posesiones a medida que salían. Tal comportamiento indignó a Lacrates, pues se estaba violando su juramento y dispersó a los asiáticos, incluso mató a muchos. Bagoas fue a quejarse con el sahnasah, pero aquel decidió que el comportamiento de los persas fue injusto y el castigo merecido.

## Consecuencias
Poco después, Mentor capturó Bubasto y muchas otras ciudades siguiendo la misma táctica: como todas estaban guarnecidas por griegos y egipcios, hizo correr la voz de que los soldados que se rindieran serían perdonados, pero los que resistieran sufrirían como Sidón. Esto llevó a choques entre los contingentes que deseaban rendirse (griegos) y los que no (egipcios). La rendición de las ciudades desalentó a Nectanebo II, quien se negó a presentar batalla y huyó al sur, hacia Etiopía. Artajerjes III se dedicó a destruir los muros de las principales ciudades y saquear los templos, mientras que Bagoas exigió a los sacerdotes fuertes sumas de dinero para recuperar su libertad. Por último, nombró a Ferendates como nuevo sátrapa de Egipto volvió victorioso a Babilonia con un gran botín.
La principal causa de la derrota de Nectanebo II fue su exceso de confianza y falta de experiencia militar. El anterior intento de invasión persa había sido vencido por los generales Diofanto de Atenas y Lamio de Esparta, pero en esta ocasión el faraón se consideraba a sí mismo un general competente y no cedió el mando a oficiales de mayor experiencia, siendo incapaz de hacer movimientos militares.

### Antigua
- Diodoro Sículo. Biblioteca histórica. Libro XVI. En Sherman, Charles L. (1952). The Library of History of Diodorus Siculus (en inglés) 7. Cambridge: Harvard University Press.

### Moderna
- Benson, Douglas S. (2003). Pharaoh at War: The Iron Age: the armed conflicts of ancient Egypt from Ramoses XI to Ptolemy I, BC 1099 to BC 300 (en inglés) II. Mansfield: BookMasters.

- Datos: Q20987758